# Баблер наунгмунзький
Ба́блер наунгмунзький (Napothera naungmungensis) — вид горобцеподібних птахів родини Pellorneidae. Мешкає в М'янмі і Китаї. Раніше вважався підвидом індокитайського баблера.

## Опис
Довжина птаха становить 19,5 см. Верхня частина тіла темно-коричнева, поцяткована свілими смужками, нижня частина тіла білувата. На обличчі по дві темно-коричневі смуги з кожного боку. що нагадують вуса. Груди рудуваті, поцятковані нечіткими темно-коричневими смужками, на шиї світло-рудувата пляма. 

## Поширення і екологія
Наунгмунзькі баблери мешкають на півночі М'янми. В 2021 році птаха спостерігали також на заході Юньнаню (Китай), в префектурі Дехун-Дай-Качин. Наунгмунзькі баблери живуть у вологих рівнинних і гірських тропічних лісах. Зустрічаються на висоті від 50 до 2100 м над рівнем моря.

## Відкриття
Наунгмунзький баблер був відкритий в лютому 2004 року поблизу містечка Наунг Мунг в штаті Качин на крайній півночі М'янми. Вид був науково описаний в 2005 році.

## Збереження
МСОП класифікує цей вид як вразливий. За оцінками дослідників, популяція наунгмунзьких баблерів становить від 500 до 2500 птахів. Їм загрожує знищення природного середовища.